# 알프레트 나우요크스
알프레트 헬무트 나우요크스(Alfred Helmut Naujocks, 1911년 9월 11일 ~ 1960년 4월 4일)은 나치 친위대 SS소령으로서, 몇몇 역사가에 따르면, 유럽에서 제2차 세계 대전 발발에 중요한 역할을 한 사람이다.

## 전쟁 전 나우요크스: SS
나우요스크는 1931년에 라인하르트 하이드리히와 킬에서 알게 되면서, SS에 입대했다. 당시 하이드리히는 해군에서 불명예제대를 당하고 SS에 입대할 무렵이었다. 원래 나우요크스는 기계공이자 아마추어 권투 선수로서 그 경력을 발휘하여 공산당원들과 거리의 싸움에서 실력을 발휘했다.
1934년, 나우요크스는 하이드리히를 따라 SS보안방첩부로 옮겼다. 1939년, 나우요크스는 하인츠 요스트가 부서장으로 있는 SD외국부 제3과(제국보안본부에서는 6부로 변경)에서 F그룹을 맡았다. F그룹은 외국에서 활동하는 첩보원들을 위해 각종 위조 신분증, 가짜 여권 등을 만드는 비밀 조직이었다. 사무실은 베를린 델부르크 가에 있었다.

## 전쟁 중 나우요크스
1939년 8월 10일, 나우요크스는 하이드리히에게 불려갔다. 8월 31일, 그는 라인하르트 하이드리히의 명령을 받고 글라이비츠 방송국 공격을 지휘했다. 이 사건은 폴란드가 독일-폴란드 국경 지대에서 일으킨 21개 공격 사건 중의 하나라고 주장되었고, 아돌프 히틀러는 9월 1일 독일군이 폴란드를 침공한 후 행한 제국 의회 연설에서 이 사건을 언급하며 "폴란드를 응징하고 있다"고 주장하며 전쟁을 정당화했다.
1939년 11월, 나우요크스는 벤로 사건에 관여되었다. 이 사건은 네덜란드에서 영국 비밀정보부(Secret Intelligence Service, SIS) 소속 영국 요원 리처드 스티븐슨 소령, 지기스문트 페인 베스트 대위, 네덜란드의 디르크 클로프 중위를 나우요크스와 그의 부하들이 국경을 무단으로 넘어 공격하여 클로프 중위를 죽이고, 나머지 2명을 납치한 사건이다.
1941년, 나우요크스는 하이드리히의 명령을 거부한 후 SD(Sicherheitsdienst)로부터 해고되어 일반 SS부대로 보내졌다. 친구였던 하이드리히는 이제 나우요크스를 일선 전투부대로 보내야 한다고 주장했지만, 하인리히 히믈러는 그가 "국가 비밀 기관에서 근무"했다는 이유로 하이드리히의 주장을 일축하고 1943년부터 서부 전선으로 보내져 벨기에의 점령 기관에서 경제 감독관으로 일하게 되었다. 이 기간 동안 나우요크스는 몇몇 벨기에 지하운동가들의 처형에 관여했다.
1944년 11월, 나우요크스는 미군에 항복했다. 그는 이미 전쟁범죄자 명단에 올라와 있었다. 뉘른베르크 재판에서, 나우요크스는 글라이비츠 방송국 공격 사건이 라인하르트 하이드리히와 하인리히 뮐러(게슈타포 수장)의 명령에 의한 것이었다고 증언했다.

## 전쟁 후 나우요크스
전쟁 후 함부르크에서 사업가로 변신했고, 자신의 이야기를 《전쟁을 시작한 남자》(The Man who Started the War)로 대중 매체에 팔았다. 또, 기소를 피하려던 SS장교들의 남아메리카 망명을 돕기 위해 창설된 오뎃사(ODESSA)에서 오토 스코르체니를 도왔다는 주장도 있다. 몇몇 자료에서는 그가 1966년 또는 1968년에 사망했다는 자료도 있지만, 1960년 4월 4일에 사망한 것으로 추정된다.

## 같이 보기
- 라인하르트 하이드리히
- SS보안방첩부
- 글라이비츠 방송국 공격 사건

## 참고 자료
- 《독재자와 비밀경찰 (게시타포 광기의 역사, 나치스에 있어서의 인간연구)》, 작크 드라류 저, 서석연 역, 도서출판 가야, 서울, 1987년.